# Tatu Väänänen
Tatu Väänänen  (* 6. Juli 1983) ist ein finnischer Unihockeytrainer und ehemaliger Spieler, der zuletzt bei Nationalliga-A-Verein SV Wiler-Ersigen unter Vertrag stand. Aktuell ist er Assistenztrainer der Schweizer Herrennationalmannschaft.

## Karriere

### Verein

#### SBS Eno
2000 debütierte er als 17-Jähriger in der zweithöchsten finnischen Liga Divari. Für SBS Eno aus Kontiolahti, einem Vorort der von Joensuu, absolvierte er 45 Partien. Dabei erzielte er in zwei Saisons sieben Tore und legte 24 Tore auf seine Mitspieler auf.

#### Josba
2002 wechselte er zum Salibandyliiga-Verein Josba aus Joensuu. Während seiner Zeit bei Josba wurde er in 122 Partien eingesetzt und brillierte bereits wie bei SBS Eno mit seinen präzisen Vorlagen. Insbesondere verbesserte er sich bei Josba im Abschluss.

#### UHC Alligator Malans
2006 wechselte Väänänen erstmals ins Ausland zum Schweizer Nationalliga-A-Vertreter UHC Alligator Malans. Nach einer Saison verliess der finnische Nationalspieler den Verein aus Graubünden in Richtung Finnland.

#### Josba
Zur Saison 2007/08 schloss sich Väänänen wieder Josba an.

#### SPV
2010 wechselte er in den Westen Finnlands nach Seinajöki und unterschrieb bei SPV. In der ersten Saison qualifizierte er sich mit dem SPV für den Playoff-Final gegen den SSV Helsinki. Im Final unterlag man allerdings den Südfinnen.
In der darauffolgenden Saison gewann SPV die reguläre Saison. In den Playoffs siegte man im Viertel- und Halbfinal deutlich und zog erneut in den Final um die finnische Meisterschaft ein. Im fünften und entscheidenden Spiel gewann SPV mit 4:2 gegen den Serienmeister SSV Helsinki und gewann somit erstmals in der Vereinsgeschichte die finnische Unihockeymeisterschaft.
2012 kamen erneut Gerüchte auf, dass mehrere Schweizer Nationalliga-A-Vereine am Finnen interessiert seien. Er entschied sich jedoch zum Verbleib bei SPV und verlängerte seinen Vertrag.
2012/13 konnte er mit den SPV zum dritten Mal in den Final einziehen und verteidigte mit 3ː0 Siege seinen Titel gegen SSV Helsinki.

#### SV Wiler-Ersigen
Seit 2013 steht der finnische Nationalspieler beim Schweizer Rekordmeister SV Wiler-Ersigen unter Vertrag. Mit Wiler wurde er 2014, 2015, 2017 und 2019 Schweizer Meister und 2018 Vizemeister.

### Nationalmannschaft
Seit 2003 gehört er der finnischen Nationalmannschaft an.